# 로마노 슈미트
로마노 크리스티안 슈미트(독일어: Romano Christian Schmid, 2000년 1월 27일 ~ )는 분데스리가 클럽 베르더 브레멘과 오스트리아 국가대표팀에서 공격형 미드필더로 활약하는 오스트리아의 프로 축구 선수이다.

## 구단 경력
2019년 1월, 슈미트는 분데스리가 팀 베르더 브레멘에 합류했다. 같은 해 2월 5일, 그는 남은 시즌 동안 볼프스베르거 AC로 임대되었다. 2022년 4월, 그는 베르더 브레멘과 계약 연장에 합의했다.

## 국가대표팀 경력
2022년 9월 22일, 슈미트는 2022-23년 UEFA 네이션스리그에서 프랑스를 상대로 2-0으로 패한 경기에서 오스트리아 국가대표팀으로 데뷔했다.
2024년 6월 7일, 그는 UEFA 유로 2024에 출전할 26인 명단에 선발되었다. 6월 25일, 그는 유럽 대회 조별 리그 마지막 경기에서 네덜란드를 상대로 3-2로 승리하며 첫 국제 대회 골을 넣었고, 네덜란드가 조 1위를 차지하는 데 기여했다.